# Brief über die Blinden zum Gebrauch für die Sehenden

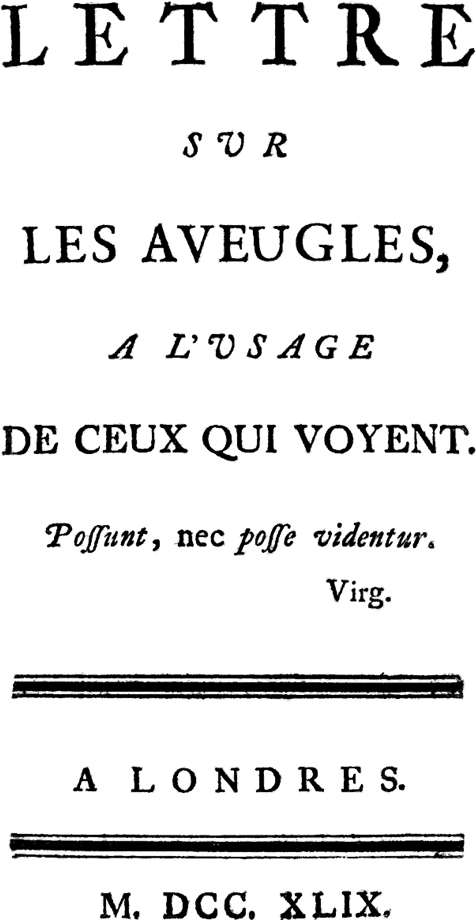
Lettres sur les aveugles, Londoner Erstausgabe 1749

Brief über die Blinden zum Gebrauch für die Sehenden (der Originaltitel lautete in französisch Lettre sur les aveugles à l’usage de ceux qui voient) ist ein Essay des französischen Autors Denis Diderot, gedruckt 1749 in London.
In seiner philosophischen Untersuchung, die in Form eines Briefs verfasst wurde, stellte Diderot die These auf, „daß der Zustand unserer Organe und unserer Sinne großen Einfluß auf unsere Metaphysik und unsere Moral hat“. Er vertrat in diesem Brief zum ersten Mal deutlich und unmissverständlich eine materialistisch-atheistische Position.

## Historischer Hintergrund
Adressatin des Briefs ist die Schriftstellerin Mme de Puisieux, mit der Diderot zeitweise ein Verhältnis unterhielt und die er über längere Zeit finanziell unterstützte.
Seit dem frühen 18. Jahrhundert wurden in Paris Staroperationen – unter reger Beteiligung von Zuschauern – durchgeführt, die u. a. von dem Augenarzt Michel Brisseau (1676–1743) beschrieben wurden. Nach erfolgreichen Augenoperationen, die auch blind geborenen Menschen das Sehen ermöglicht hatten, entspann sich in Frankreich eine Debatte in philosophisch-literarischen Kreisen über die Grundlagen der Wahrnehmung. Mme de Pusieux hatte vor, eine derartige Operation zu beobachten.
Wegen dieser Schrift wurde Diderot durch ein Lettre de cachet (ein königlicher Haftbefehl) vom 24. Juli 1749 bis zum 3. November 1749 im Staatsgefängnis von Vincennes inhaftiert. Die Verhaftung kam zu einem Zeitpunkt, als die Vorbereitungen für den Druck des ersten Bandes der Encyclopédie in vollem Gang waren, die Veröffentlichung war durch die Verhaftung Diderots gefährdet. Diderots Verleger und Geldgeber Le Breton, Michel-Antoine David, Laurent Durand und Claude Briasson schickten Bittschriften an den Grafen d’Argenson, Staatssekretär Ludwigs XV. und Aufseher der Nationalbibliothek, der damals noch mit Mme de Pompadour befreundet war, an den für die Zensur zuständigen und allseits verhassten Polizeiminister Nicolas René Berryer sowie an den Kanzler des Königs, Henri François d’Aguesseau. Die Haftbedingungen in Vincennes waren vergleichsweise mild, Diderot konnte sich innerhalb des Donjon frei bewegen, Besuche empfangen, z. B. von Jean Jacques Rousseau, mit Mitarbeitern Kontakt aufnehmen und ihnen Arbeitsanweisungen geben.
Er wurde nach gut drei Monaten freigelassen und konnte weiterarbeiten.
Die Inhaftierung führte bei Diderot in der Folge zu mehr Vorsicht und Sorgfalt beim Formulieren und Publizieren von Texten, mit dem Ziel, die Zensoren zu überlisten. Als zu riskant eingeschätzte Texte blieben in der Schublade. Allerdings publizierte er ab diesem Zeitpunkt seine Schriften nicht mehr anonym.
Eine spätere Ergänzung Diderots zu seiner Untersuchung (Addition à la lettre sur les aveugles à l’usage ce ceux qui voient) erschien zwar 1782 in Grimms und Jacques-Henri Meisters exklusiver, handgeschriebener Correspondance littéraire, die nur an Abonnenten verteilt wurde. Publiziert wurden sie erst im 20. Jahrhundert in einer Werkausgabe.

## Das Motto
Diderot stellt seinem Brief ein Zitat aus Vergils Aeneis voran, allerdings in modifizierter Form. Aus Possunt quia posse videntur (übersetzt aus dem Lateinischen: ‚sie können es, weil sie glauben, es zu können‘) wird Possunt nec posse videntur (≈ ‚sie können es, obwohl es scheint, sie können es nicht‘).
Der Sinn des Vergil-Zitats ist in Diderots Formulierung praktisch ins Gegenteil verkehrt.

## Inhalt
Diderot beginnt seine Überlegungen mit seinem Besuch bei dem Blindgeborenen von Puisaux, geht dann ausführlich auf den Mathematiker und Professor in Oxford Nicholas Saunderson ein und beendet seinen Brief mit einer Diskussion des Molyneux-Problems.

### Der Blinde von Puisaux
Der Blinde von Puisaux zeichnete sich aus durch eine besondere Verfeinerung des Tast- und Hörsinns. Durch den Gefühlssinn, der in seinen Fingerspitzen aufs Feinste ausgeprägt war, hatte er Kenntnis von den Gegenständen. Er besaß ein präzises Zeitgefühl, erkannte Symmetrie, die äußere Gestalt von Formen, die Lokalisation und Entfernung von Dingen im Raum, die er genauer einschätzen konnte als ein Sehender. Sein Begriff von Schönheit wich von dem Verständnis eines Sehenden ab: „Schönheit ist für den Blinden nur ein Wort, wenn sie von der Nützlichkeit getrennt ist“. (S. 52)

Diderots Meinung, dass „der Zustand unserer Organe und unserer Sinne großen Einfluss auf unsere Metaphysik und unsere Moral“ (S. 58) hätten, sieht er bei dem Blinden bestätigt. Für ihn ist Diebstahl ein schweres Verbrechen, da er gleicherweise als Täter und als Opfer dem Sehenden gegenüber im Hintertreffen ist. Für die der Moral entsprechenden Kleidervorschriften hat er kein Verständnis, da ihm ohne Gesichtssinn auch das Schamgefühl abgehe, ebenso wie das Gefühl für begangenes Unrecht bei einem mit allen Sinnen ausgestatteten Menschen mit wachsender räumlicher Distanz abnehme. „Die unmittelbare Verknüpfung der moralischen Normen mit der sinnlichen Wahrnehmung führt zu einer Relativierung der Moralvorstellungen“.

### Saunderson
Diderot fährt in seinem Brief mit Überlegungen fort, wie sich bei einem Blindgeborenen die „Idee von Figuren“ bildet (S. 60). Das ausgezeichnete Gedächtnis des Blinden, seine Fähigkeit, die Dinge abstrakter wahrzunehmen, prädestinieren ihn, „die wahrnehmbaren Eigenschaften eines Körpers durch Denken zu trennen“. Diderot folgert, dass „die Empfindungen, die er durch den Gefühlssinn gewonnen hat […] die Grundformen seiner Ideen bilden“. Blinde seien nicht abgelenkt durch visuelle Eindrücke, daher besser in der Lage, die Dinge abstrakter wahrzunehmen, und in Fragen der „Spekulation“ weniger der Täuschung unterworfen. Das gelte sowohl für die Physik als auch für die Metaphysik (S. 63).
Als Beispiel dient ihm der blinde Nicholas Saunderson, Verfasser eines Lehrbuchs für Algebra, Erfinder einer Rechenmaschine für Blinde und Professor in Cambridge, wo er u. a. Mathematik, Astronomie und Optik unterrichtete.
Kernstück des Berichts ist ein fiktives Gespräch zwischen Saunderson auf dem Sterbebett und dem Geistlichen Gervasius Holms über die Existenz Gottes. Diderot referiert in seinem Text ein Gespräch zwischen Saunderson und dem Geistlichen, das ebenso fiktiv ist wie die von William Inchlif geschriebene Biographie Saundersons, auf die sich Diderot beruft.

### Das Molyneux-Problem
Im letzten Teil seines Essays setzt sich Diderot mit dem Molyneux-Problem auseinander.
Kann ein Blinder, dem man mit Hilfe einer Operation das Sehen ermöglicht hat, durch bloßes Betrachten – also ohne sie zu berühren – eine Kugel von einem Würfel unterscheiden?
Die Frage wurde zum ersten Mal von William Molyneux in einem Brief an John Locke gestellt.
Durch eine Publikation des englischen Anatomen und Chirurgen William Cheselden, der erfolgreich eine Augenoperation an einem 13-jährigen Jungen vorgenommen hatte, entwickelte sich in der Folge eine Debatte über die Grundlagen der Wahrnehmung, an der sich die philosophischen Koryphäen der Zeit, wie George Berkeley, Étienne Bonnot de Condillac, auf den Diderot ausführlich eingeht, Leibniz, Locke oder Voltaire beteiligten und die Inhalt des letzten Teils seines Briefs sind.
Diderot stellt sowohl die Zuverlässigkeit des Experiments als auch die Interpretation des Ergebnisses in Frage.
In seiner Methodenkritik geht er auf Anordnung und Durchführung des Experiments ein. Der Patient wurde sofort bei hellem Licht, das auch einen Gesunden beim Sehen behindern könnte, befragt, anstatt ihn zunächst im gewohnten Dunkel zu belassen, dem Auge die Möglichkeit zur Übung zu geben, eine vollständige Heilung abzuwarten und ihn allmählich erst ans Licht zu gewöhnen (S. 92). Die anschließende Befragung wurde vor einem schaulustigen Publikum vorgenommen, anstatt vor einem Gremium von Fachleuten – Naturwissenschaftlern, Ärzten, Philosophen –, die zudem bei jeder Frage vorsichtig und bedacht vorgehen sollten.
Anschließend an seine Methodenkritik reißt er, wie schon in dem Passus über Saunderson, sprachphilosophische Fragen an: Vorausgesetzt, der Blinde könne nach einer gelungenen Operation scharf genug sehen, um die einzelnen Dinge voneinander zu unterscheiden, wäre er dann sofort in der Lage, den Dingen, die er erfühlte, den gleichen Namen zu geben wie denen, die er nunmehr sah? (S. 82) Was könne jemand aussagen, der es nicht gewohnt sei, „sich zu überlegen und auf sich selbst zu besinnen“? (S. 94) Diderot nimmt an, dass es Personen, die in Philosophie, Physik und im Fall der geometrischen Körper der Versuchsanlage in Mathematik ausgebildet sind, leichter fiele, erfühlte und wahrgenommene Dinge in Übereinstimmung zu bringen mit „den Ideen, die er durch den Gefühlssinn gewonnen hat“, und sich von der „Wahrheit ihres Urteils“ zu überzeugen (S. 95). Er nimmt an, dass dieser Prozess bei Personen, die im abstrakten Denken geschult seien, wesentlich schneller verlaufe als bei Personen, die wenig gebildet seien und keine Übung in der Reflexion hätten.

### Nachtrag
Gut dreißig Jahre später schrieb Diderot eine Addition à la lettre sur les aveugles, in der er sich vor allem auf Mélanie de Salignac, eine Nichte von Sophie Volland bezieht, die seit ihrem zweiten Lebensjahr erblindet war. Er korrigiert, nach Auflistung einer Reihe von Beobachtungen bei verschiedenen blinden Personen, die er in der Zwischenzeit machen konnte, vor allem seine früheren Vermutungen, dass „Blinde im allgemeinen inhuman sind“ (S. 59), die Melanie ihm „nie verzeihen“ konnte (S. 103).
Ihre Liebenswürdigkeit und Empathiefähigkeit machte sie zum Liebling der Familie. Auf Grund der Erziehung durch die Mutter hatte sie das „allerfeinste Schamgefühl“, was Diderot in seinem Brief den Blinden abgesprochen hatte und hiermit korrigiert.

## Rezeption in Deutschland
Während Diderots frühe Schriften – darunter auch der Brief über die Blinden – in Frankreich wohl wegen der Effizienz der staatlichen Zensur kaum wahrgenommen worden waren, wurden sie in Deutschland bereits kurz nach Erscheinen in gelehrten Blättern ausführlich besprochen, zwischen 1746 und 1756 allein siebzig Mal.
Herder leitet seine Schrift Die Plastik (1778), in der er eine „Rehabilitierung des Tastsinns als eines Ästhetischen Sinnes“
postuliert – in Gegenposition zur etablierten Kunsttheorie, die dem Gesichtssinn den Vorrang gab – mit einer Zusammenfassung einer der Grundthesen aus Diderots Essay ein. Die fundamentale Bedeutung des Tastsinns für die Welterschließung und Welterfahrung bei Diderot dient ihm als Referenz.
1808 publizierte und kommentierte Johann August Zeune, der Gründer der Berliner Blindenanstalt und Begründer der Blindenpädagogik in Deutschland, den Diderot-Text innerhalb seines Buchs Belisar. Zeunes pädagogisches Handbuch für die Erziehung von Blinden wurde schon kurz nach Erscheinen in der Jenaischen allgemeinen Literatur-Zeitung vom Oktober 1808 ausführlich besprochen und löste eine öffentliche Debatte über die Möglichkeit der Bildung von Blinden aus.

## Ausgaben
- Französisch
  - Lettre sur les aveugles à l’usagede ceux qui voient In: Diderot: Œuvres complètes. Éd. critique et annotée Herbert Dieckmann, J. Vallot. Bd. 4. Paris 1978.
  - Addition à la lettre sur les aveugles à l’usage ce ceux qui voient. Paris 1972.

- Deutsch
  - Brief über die Blinden. Zum Gebrauch der Sehenden. Mit einem Nachtrag (1749). In: Diderot: Philosophische Schriften. Herausgegeben und aus dem Französischen übersetzt von Theodor Lücke. Bd. 1. Berlin, Aufbau-Verlag 1961.
  - Brief über den Blinden, zum Gebrauch für die Sehenden von 1749. In: Diderot: Philosophische Schriften. Hrsg. von Alexander Becker. Suhrkamp, Frankfurt a. M. 2013. (Suhrkamp Taschenbuch Wissenschaft.) ISBN 3-518-29684-1